# Песнь про купца Калашникова (фильм)
«Песнь про купца Калашникова» (1908) — немой художественный короткометражный фильм Василия Гончарова по мотивам одноимённой поэмы М. Ю. Лермонтова, один из первых художественных фильмов в истории кинематографа России. Фильм считается утраченным.

## Сюжет
По сохранившимся описаниям фильма, он был снят как последовательность четырёх эпизодов. Действие открывается картиной пира при дворе Ивана Грозного. Опричник Кирибеевич оскорбляет жену купца Калашникова. Калашников и Кирибеевич спорят друг с другом. Фильм заканчивается кулачным боем между купцом Калашниковым и опричником Кирибеевичем.

## Актёры
- Пётр Чардынин — купец Калашников
- Александра Гончарова — его жена
- Андрей Громов — опричник Кирибеевич
- Иван Потёмкин — царь Иван Грозный

## Интересные факты
- Фильм снимался в 1908 году с привлечением актёров труппы Введенского народного дома.
- В роли купца Калашникова в кино дебютировал Пётр Чардынин.
- Фильм вышел на экраны 2 (15) марта 1909 года.
- Фильм был повторно выпущен в прокат в 1913 году.